# Erasmus van Grevenbroek
Erasmus van Grevenbroek of Erasmus van Grevenbroeck (ook: Raes van Grevenbroek) was heer van Mierlo van 1556 tot 1617. Ook was hij heer van Zandvliet en in 1594 kocht hij de heerlijkheid Lierop.
Erasmus was de zoon van Jan van Grevenbroek en Adriana van den Dijcke. Zelf trouwde hij in december 1570 met Barbara van Ravenschot. Zij stierf jong en kinderloos waarop van Grevenbroek hertrouwde met de 21-jarige Johanna Bloeimans, een huwelijk waaruit negen kinderen voortkwamen. Johanna was de dochter van Hendrik Bloeimans die een omstreden inwoner van 's-Hertogenbosch was.
Erasmus stond bekend als een kwaadaardig en wreed heerser. Als boetes niet op tijd werden betaald of de belasting niet kon worden opgebracht werden de bezittingen bij opbod verkocht en, aangezien de bevolking verarmd was, werden deze door de vorster gekocht in opdracht van de heer. Ook bedong en verkreeg hij vrijstelling van belasting voor zijn bezittingen, waardoor de overige bewoners gedwongen waren om in tijden van oorlog de brandschattingen geheel te voldoen.

## Heksenproces
In 1595 was hij een mede-aanstichter van de heksenprocessen te Asten. De gebeurtenissen in Mierlo vingen aan op 2 september 1595. Er heerste een veezieekte en men meende dat de koeien betoverd waren. Een reeds gevangengenomen vrouw uit Leende, Jenneke Goessens, had de namen genoemd van de Mierlose vrouwen Lijsken Cuijpers en Marie Baeten. Deze werden op 8 september 1595 gevangengenomen en opgesloten op het Kasteel Mierlo. Zij verzocht om de waterproef, die ongunstig uitpakte waarop zij tot een bekentenis werd gedwongen. Ook noemde zij vier namen: Heijl Bellen, Lijs Cuijpers, Jenneke Gordtkens en Lijneken Pastoirs. Ook deze vrouwen werden onderworpen aan de waterproef. De meest bizarre "bekentenissen" werden door martelingen ook aan dit viertal ontfutseld.
Op 18 september 1595 werden vijf vrouwen (Marie, Lijs, Heijl, Jenneke en Lijneken) vermoord. Zij sullen worden geexecuteert van lijffve metten vuijer in vueghen datter de doot naevolge. Bij wijze van gratie werden ze eerst gewurgd alvorens op de brandstapel te worden geworpen. Een veroordeling tot de brandstapel was nog nimmer voorgekomen in Mierlo.
Er waren echter nieuwe namen genoemd en op 19 september 1595 werd Nees Gommers uit Lierop aan de waterproef onderworpen. Op 20 september volgden Maria van Mierlo en Marie Ruijters. Marie noemde ook namen van inwoners uit Someren en Asten. Opnieuw zeven vrouwen vastgenomen en gemarteld. Zes daarvan werden gewurgd alvorens te worden verbrand maar de zevende, de 90-jarige demente Griet Mijnsheren werd levend verbrand, omdat ze haar "zonden" niet had gebiecht en dus geen spijt zou hebben. Dit alles vond plaats in september 1595.
De nabestaanden ontvingen nadien een rekening voor de vervolging en ter dood stelling van hun familie. Kon men de gevraagde gelden niet opbrengen, dan werden de bezittingen in beslag genomen en verbeurd.

## Nasleep
Ook Lucia Dirck Janssen werd genoemd. Zij werd in november 1595 gevangengezet en Erasmus van Grevenbroek wilde haar doden tenzij zij 300 gulden aan hem betaalde en nóg een naam noemde. Zij werd op borgtocht vrijgelaten en toog uiteindelijk naar het gerecht in 's-Hertogenbosch om daar verhaal te halen. Ook de Raad van Brabant te Brussel trad op alsmede de pastoor, waarvan men de meid (Lijneken Pastoirs ofwel Catharina Boons) had vermoord. Tal van onregelmatigheden kwamen aan het licht en aldus kwam aan de processen een einde. Erasmus werd in januari 1596 te Brussel ontboden, maar hij werd niet vervolgd. Hij ging door met het afpersen van de arme bevolking, waaronder zelfs de nabestaanden van Marie Baeten.
Uiteindelijk werden de heerlijke rechten door de bevolking afgekocht. Dit gebeurde te Lierop in 1606 en in Mierlo in 1617. Zo werden beide dorpen weer hertogdorp. Via een gerechtelijke procedure kon de zoon van Erasmus, Johan van Grevenbroek, in 1633 de heerlijke rechten weer opeisen.